# Tapia-Syndrom
Das Tapia-Syndrom ist eine Form eines Hirnstammsyndromes mit Schädigungen im verlängerten Rückenmark mit Lähmung von Gaumensegel, Rachenhinterwand, Stimmlippe und Zunge auf der betroffenen Seite (ipsilateral) und auf der Gegenseite (kontralateral) motorische Hemiparese und Hemihypästhesie.
Synonyme sind: englisch Palato-pharyngo-laryngeal hemiplegia
Die Bezeichnung bezieht sich auf den Autoren der Erstbeschreibung aus dem Jahre 1905 durch den spanischen Neurologen Antonio García Tapia.

## Ursache
Zugrunde liegt eine umschriebene Hirnstammläsion gleichzeitig des Nervus hypoglossus und des Nervus laryngeus recurrens an einer beliebigen Stelle vom Kernareal bis entlang des Verlaufes.

## Klinische Erscheinungen
Klinische Kriterien sind:
- homolaterale Gaumen-, Pharynx- und Larynxlähmung
- Zungenlähmung und Zungenatrophie
- oft auch kontralaterale spastische Halbseitenlähmung

Selten kann das Syndrom auch beidseits auftreten.

## Diagnose
Die Diagnose ergibt sich aus der Kombination neurologischer Befunde.

## Therapie
Die Behandlung richtet sich nach der zugrunde liegenden Ursache.